# Jalen McDaniels
Ne doit pas être confondu avec Jaden McDaniels.
Pour les articles homonymes, voir McDaniels.
Jalen Marquis McDaniels, né le 31 janvier 1998 à Seattle dans l'État de Washington, est un joueur américain de basket-ball évoluant aux postes d'ailier et ailier fort. Il mesure 2,04 m.

## Biographie

### Carrière universitaire
Entre 2017 et 2019, il joue pour les Aztecs de San Diego State à l'Université d'État de San Diego.

### Carrière professionnelle

#### Hornets de Charlotte (2019-2023)
Le 20 juin 2019, Jalen McDaniels est drafté au second tour en 52e position de la draft NBA 2019 par les Hornets de Charlotte.
Le 19 octobre 2019, il signe un contrat de plusieurs années avec les Hornets de Charlotte.

#### 76ers de Philadelphie (2023)
En février 2023, il est transféré aux 76ers de Philadelphie dans le cadre d'un échange à trois équipes avec les Hornets de Charlotte et les Trail Blazers de Portland.

#### Raptors de Toronto (2023-2024)
En juillet 2023, McDaniels rejoint les Raptors de Toronto avec lesquels il signe un contrat sur deux saisons pour 9,3 millions de dollars.
En juin 2024, il est transféré aux Kings de Sacramento contre Davion Mitchell et Aleksandar Vezenkov. McDaniels est à nouveau échangé en octobre 2024, aux Spurs de San Antonio qui le coupent dans la foulée.

#### Wizards de Washington (février 2025)
Le 22 février 2025, il signe un contrat de 10 jours avec les Wizards de Washington.

## Statistiques

### Universitaires
| Saison    | Équipe          | Matchs | Titul. | Min./m | % Tir | % 3pts | % LF | Rbds/m. | Pass/m. | Int/m. | Ctr/m. | Pts/m. |
| --------- | --------------- | ------ | ------ | ------ | ----- | ------ | ---- | ------- | ------- | ------ | ------ | ------ |
| 2017-2018 | San Diego State | 33     | 21     | 24,7   | 58,6  | 21,1   | 78,8 | 7,52    | 0,88    | 0,82   | 0,58   | 10,45  |
| 2018-2019 | San Diego State | 34     | 34     | 31,1   | 46,6  | 32,0   | 73,2 | 8,26    | 2,12    | 1,12   | 0,47   | 15,91  |
| Total     | Total           | 67     | 55     | 27,9   | 50,4  | 29,8   | 75,8 | 7,90    | 1,51    | 0,97   | 0,52   | 13,22  |

### Professionnelles

#### Saison régulière
| Saison    | Équipe       | Matchs | Titul. | Min./m | % Tir | % 3pts | % LF | Rbds/m. | Pass/m. | Int/m. | Ctr/m. | Pts/m. |
| --------- | ------------ | ------ | ------ | ------ | ----- | ------ | ---- | ------- | ------- | ------ | ------ | ------ |
| 2019-2020 | Charlotte    | 16     | 0      | 18,3   | 47,1  | 37,5   | 82,4 | 4,06    | 0,81    | 0,50   | 0,19   | 5,56   |
| 2020-2021 | Charlotte    | 47     | 18     | 19,2   | 46,8  | 33,3   | 70,3 | 3,60    | 1,10    | 0,60   | 0,40   | 7,40   |
| 2021-2022 | Charlotte    | 55     | 2      | 16,3   | 48,4  | 38,0   | 73,6 | 3,10    | 1,10    | 0,50   | 0,40   | 6,20   |
| 2022-2023 | Charlotte    | 56     | 21     | 26,7   | 44,7  | 32,2   | 84,6 | 4,80    | 2,00    | 1,20   | 0,50   | 10,60  |
| 2022-2023 | Philadelphie | 24     | 3      | 17,5   | 48,8  | 40,0   | 82,4 | 3,20    | 0,80    | 0,70   | 0,20   | 6,70   |
| Total     | Total        | 198    | 44     | 20,2   | 46,5  | 34,5   | 78,4 | 3,80    | 1,30    | 0,70   | 0,40   | 7,70   |

Mise à jour le 3 juillet 2023
| Saison | Équipe       | Matchs | Titul. | Min./m | % Tir | % 3pts | % LF | Rbds/m. | Pass/m. | Int/m. | Ctr/m. | Pts/m. |
| ------ | ------------ | ------ | ------ | ------ | ----- | ------ | ---- | ------- | ------- | ------ | ------ | ------ |
| 2023   | Philadelphie | 8      | 0      | 12,7   | 40,0  | 33,3   | –    | 2,00    | 0,60    | 0,10   | 0,00   | 2,40   |
| Total  | Total        | 8      | 0      | 12,7   | 40,0  | 33,3   | –    | 2,00    | 0,60    | 0,10   | 0,00   | 2,40   |

Mise à jour le 3 juillet 2023

## Records sur une rencontre en NBA
Les records personnels de Jalen McDaniels en NBA sont les suivants, :
| Type de statistique        | Saison régulière | Saison régulière          | Saison régulière |
| Type de statistique        | Record           | Adversaire                | Date             |
| -------------------------- | ---------------- | ------------------------- | ---------------- |
| Points                     | 21               | @ Thunder d'Oklahoma City | 7 avril 2021     |
| Paniers marqués            | 9                | @ Thunder d'Oklahoma City | 7 avril 2021     |
| Paniers tentés             | 14               | @ Thunder d'Oklahoma City | 7 avril 2021     |
| Paniers à 3 points réussis | 4                | @ Magic d'Orlando         | 27 octobre 2021  |
| Paniers à 3 points tentés  | 8                | Cavaliers de Cleveland    | 14 avril 2021    |
| Lancers francs réussis     | 5                | 2 fois                    | 2 fois           |
| Lancers francs tentés      | 6                | 2 fois                    | 2 fois           |
| Rebonds offensifs          | 5                | Spurs de San Antonio      | 3 mars 2020      |
| Rebonds défensifs          | 9                | 3 fois                    | 3 fois           |
| Rebonds totaux             | 12               | @ Pistons de Détroit      | 4 mai 2021       |
| Passes décisives           | 5                | 2 fois                    | 2 fois           |
| Interceptions              | 4                | @ Nets de Brooklyn        | 16 avril 2021    |
| Contres                    | 2                | 11 fois                   | 11 fois          |
| Balles perdues             | 4                | 3 fois                    | 3 fois           |
| Minutes jouées             | 40               | Lakers de Los Angeles     | 13 avril 2021    |

- Double-double : 6
- Triple-double : 0

Dernière mise à jour : 6 avril 2023

## Vie privée
Il est le grand frère de Jaden McDaniels, qui évolue aux Timberwolves du Minnesota.